# Tramlijn 573 (NMVB Borgworm)/Luik
Tramlijn 573 (NMVB) was de buurtspoorweglijn Sint-Truiden - Hannut. Ze werd geopend in 1909-1911 en gesloten in 1950-1956.

## Inoverwegingneming, vergunning, aanleg en verpachting
De NMVB vroeg de inoverwegingneming van de lijn aan op 28 mei 1898 en verkreeg ze op 20 september 1899. De vergunning werd aangevraagd op 14 september 1904 en verleend bij Koninklijk Besluit van 11 september 1905. Het kapitaal (nr. 146) was als volgt samengesteld: 1.000.000 fr van de Staat, 519.000 fr van de provincie Limburg, 148.000 fr van de provincie Luik en 333.000 fr van de gemeenten. Het baanvak Hannuit - Montenaken werd geopend op 24 december 1909, het baanvak Montenaken - Brustem (Sint-Truiden) op 9 maart 1911. De exploitatie werd verpacht aan de S.A. du chemin de fer vicinal d’Ans à Oreye et extensions, die ook de reeds in 1892 geopende lijn Sint-Truiden – Oreye exploiteerde. Het baanvak Sint-Truiden - Brustem (3 km) was gemeenschappelijk voor beide lijnen. 

## Verloop van de lijn, stations en stopplaatsen
De lijn takte af van de lijn Sint-Truiden - Oreye te Brustem ter hoogte van het huidige kruispunt met de Vliegveldlaan en de Oude Borgwormsesteenweg ('Baan op Aalst') (km 3). Van daar liep ze zuidwaarts langs de steenweg naar Borgworm via Aalst (km 6) en Mielen-boven-Aalst (km 9) naar Jeuk (km 12). In het centrum van Jeuk verliet de lijn de steenweg en liep door de velden in zuidwestelijke richting naar de suikerfabriek ('Ramperie' of bietenrasperij) van Roost (Rosoux) op de grens van de provincies Limburg en Luik (km 14). De lijn kruiste vervolgens spoorlijn 36 Brussel-Luik over een brug ten noordwesten van het spoorwegstation Roost-Jeuk, liep een eind langs die spoorlijn, boog vervolgens af in zuidwestelijke richting naar Montenaken (km 18) en daarna zuidwaarts naar Kortijs (km 20) en Cras-Avernas (km 22). Daar kwam ze definitief op Luiks grondgebied en liep verder via Trognée (km 23) en Poucet (km 24) naar Hannut (km 26).
De lijn Sint-Truiden - Hannut bediende de volgende stations en stopplaatsen [Telegrafische afkortingen tussen vierkante haakjes]:
- Sint-Truiden (Staatsstatie) [FST]
- Sint-Truiden (Tiensestraat)
- Sint-Truiden (Naamsepoort)
- Sint-Truiden (Luiksepoort)
- Brustem (Baan naar Aalst)
- Aalst (Nerem)
- Aalst (Dorp)
- Mielen-boven-Aalst (Kiekeman)
- Mielen-boven-Aalst (Statie)
- Jeuk (Kapel Snijers)
- Jeuk (Dorp)
- Jeuk (Ramperie)
- Roost-Jeuk (Staatsstatie) [FSX]
- Borlo (Nolsbarak)
- Montenaken (La Boskée)
- Montenaken (Statie) [MAK]
- Montenaken (Dorp)
- Kortijs (Statie)
- Cras-Avernas
- Trognée (Station)
- Poucet
- Hannut (Station de l'Étât) [FHN]

Er waren uitwijksporen in Aalst, Mielen-boven-Aalst, Jeuk (Kapel Snijers), Roost-Jeuk, Montenaken, Kortijs en Trognée.

## Eerste Wereldoorlog en de periode daarna
Tijdens de Eerste Wereldoorlog werd het baanvak Brustem - Hannuit opgebroken door de Duitse bezetter in september 1916. Na de oorlog werd de lijn heraangelegd en heropend einde 1921. Vanaf 1 januari 1928 werd ze rechtstreeks geëxploiteerd door de NMVB. In de tijd tussen de twee wereldoorlogen werd de concurrentie van het wegvervoer steeds groter. De NMVB trachtte die concurrentie het hoofd te bieden hetzij door spoorauto's (autorails met dieselmotor) in te zetten in plaats van stoomtrams, hetzij door reizigersvervoer per autobus te organiseren. Op de lijn Sint-Truiden - Hannuit werden autorails ingezet.

## Afbouw na de Tweede Wereldoorlog
Het reizigersvervoer per spoor werd stopgezet op 10 juli 1949 en vervangen door een autobusdienst. De lijn werd nog enkele jaren in stand gehouden voor het goederenvervoer, hoofdzakelijk het vervoer van suikerbieten naar de suikerfabrieken. In 1950 liet de groep Luik van de NMVB het baanvak Montenaken - Kortijs opbreken, zodat doorgaand verkeer op de lijn onmogelijk werd. In 1954 moest de brug over het spoor in Roost verhoogd worden voor de elektrificatiewerken van spoorlijn 36 en werd de tramlijn ook daar onderbroken. Het resterende spoor tussen Roost en Trognée werd toen eveneens opgebroken. Het baanvak Brustem - Roost bleef nog in dienst voor het goederenverkeer (bediening van de suikerfabriek) tot na de suikerbietencampagne van 1955-56. Het werd officieel buiten dienst gesteld op 3 augustus 1956 en opgebroken in 1956-1957. Het korte baanvak Trognée - Hannut ten slotte werd buiten dienst gesteld op 17 maart 1958 en opgebroken in 1959.

## Dienstregeling
Voor de Eerste Wereldoorlog waren er vijf heen- en terugritten per dag. De totale afstand werd in circa anderhalf uur afgelegd, maar er was meestal een langere stilstand in Roost-Jeuk (Staatsstatie) om aansluiting te geven op de treinen. In het spoorboekje van 1931 zijn er nog slechts twee heen-en-terugritten per dag over het hele traject, plus een heen-en-terugrit 's middags op het traject Sint-Truiden - Roost-Jeuk. In het spoorboekje van 1937 verschijnen de autorails en is de dienstregeling uitgebreid: vijf heen-en-terugritten per dag, plus een heen-en-terugrit per stoomtram op het traject Sint-Truiden - Montenaken, en op zaterdag (marktdag te Sint-Truiden) een extra stoomtram 's morgens van Hannuit naar Sint-Truiden en terug. Zie hieronder als illustratie twee dienstregelingstabellen, één met de stoomdienst voor de Eerste Wereldoorlog, en één met autorails tijdens het Interbellum.

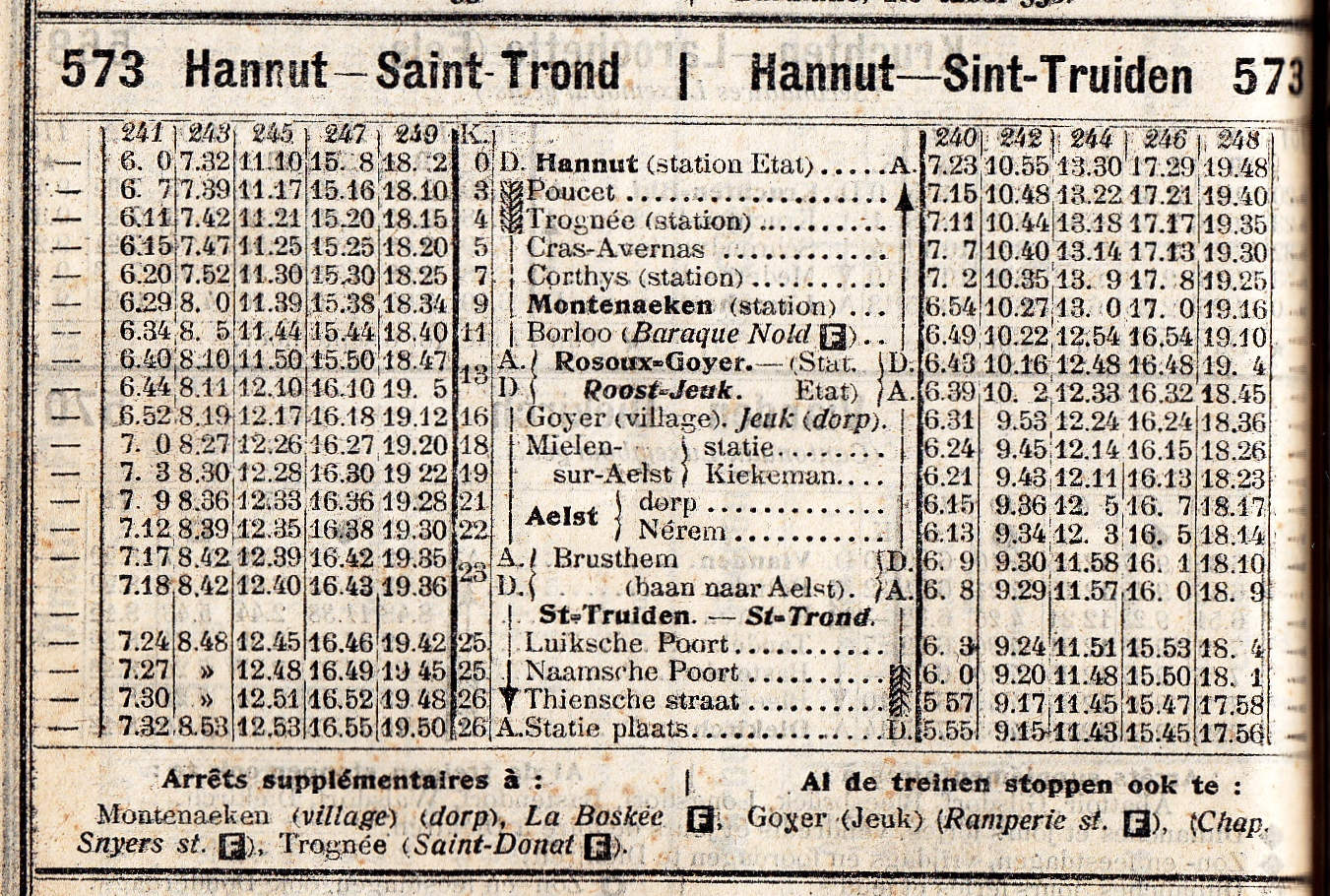
Dienstregelingtabel 573 mei-juni 1914
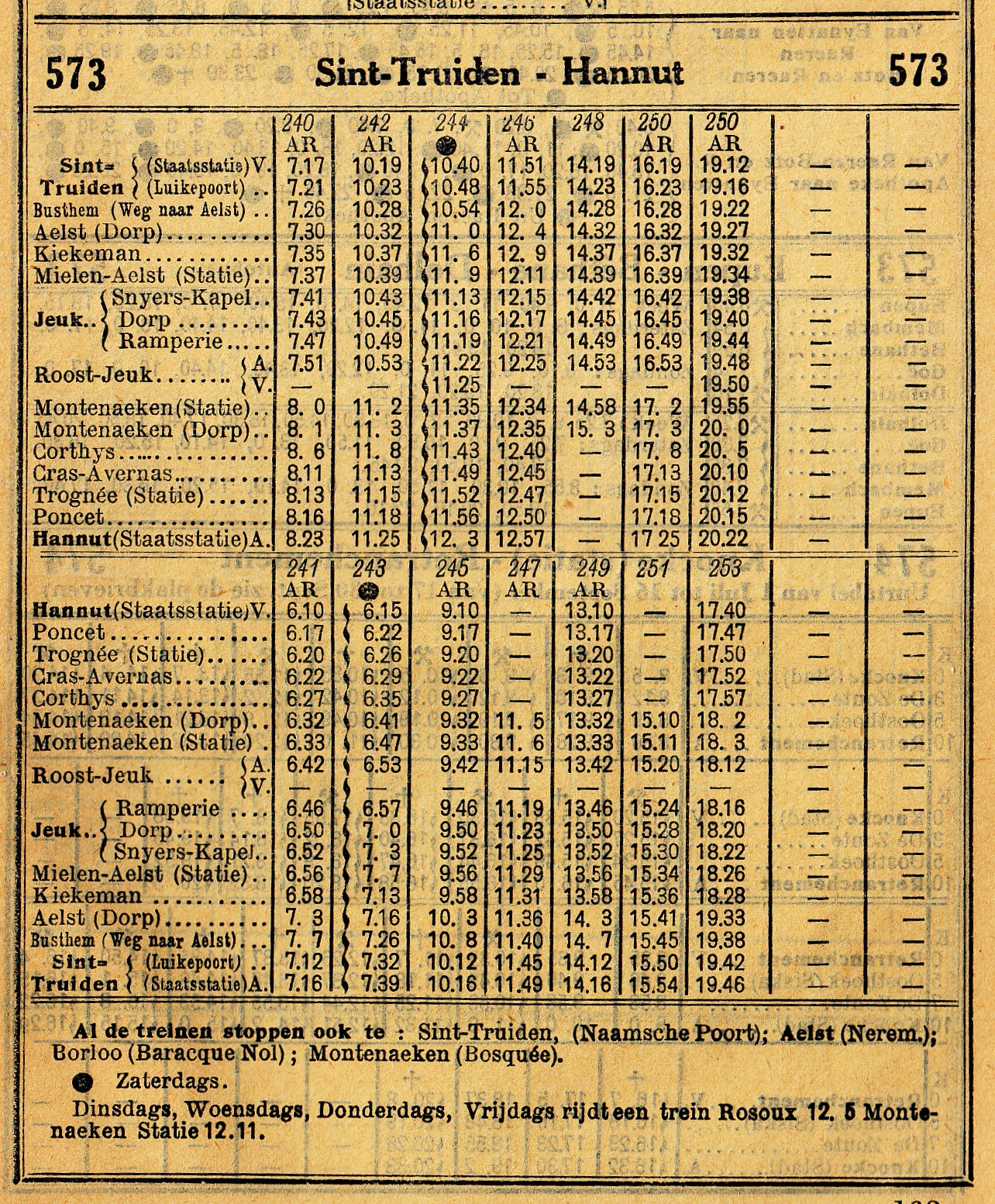
Dienstregelingtabel 573 22 mei - 2 oktober 1937